# Catachlorops nigripalpis
Catachlorops nigripalpis är en tvåvingeart som först beskrevs av Macquart 1846.  Catachlorops nigripalpis ingår i släktet Catachlorops och familjen bromsar. Inga underarter finns listade i Catalogue of Life.